# عرض الكتف
عرض الكتف يشير إلى سوء تمثيل أثناء الولادة حيث يكون الطفل في وضعية مستعرضة (يكون العمود الفقري للطفل متعامدًا مع عمود الأم)، وبالتالي فإن الجزء الرئيسي (الجزء الذي يدخل أولاً قناة الولادة) هو الذراع أوالكتف، أو الجذع. بينما يمكن ولادة الطفل ولادة طبيعية عن طريق المهبل عندما يكون الرأس أو الأرجل / الأرداف هو الجزء الرئيسي، فإنه لا يمكن توقع أن تتم الولادة بنجاح مع ظهور الكتف أولا ما لم يتم إجراء عملية قيصرية.